# Le Bon Vouloir (kunstkring)
Le Bon Vouloir is een vereniging van beeldende kunstenaars uit de Belgische stad Bergen, een van de langstlevende verenigingen in zijn soort in België. Deze kunstkring had een grote invloed op de wereld van de kunst in Wallonië.

## Historiek
Gesticht in 1895 door enkele lokale kunstenaars, mecenassen en speciaal door Clément Benoît en Marius Renard die de bestuursfuncties op zich namen, wilde Le Bon Vouloir een platform bieden aan gevestigde kunstenaars uit de regio en aan afgestudeerden van de plaatselijke kunstacademie.
Ze organiseerden jaarlijks een tentoonstelling die vanaf 1896 telkens gekoppeld werd aan een hommage aan een levend of overleden kunstenaar. Tijdens de twee wereldoorlogen waren er geen tentoonstellingen zodat hun honderdste pas in 2002 viel. 
De tentoonstellingen werden aanvankelijk in het stadhuis georganiseerd, daarna in het Museum en dan in de Salle St. Georges.
Het eerste salon van 9 tot 19 maart 1895, bracht  151 werken van 12 kunstenaars : Clément Benoit (1866-1953), Charles Bernier (1871-1950), Charles Caty (1868-1947), Camille Debercq (?), Léon Gobert (1869-1935), Hector-Louis Goffint (1877-1953), Louis Greuze (1863-1950), Eugène Lucq (1858-1916), Jules Postel (1867-1955), Ovide Postel (1863-1943), Marguerite Putsage (1868-1946) en Marius Renard (1869-1948).
In 1915 organiseerde Le Bon Vouloir een speciale benefiettentoonstelling ten voordele van de oorlogsslachtoffers.

## Leden van latere datum
Frédéric Van der Linden (1852-1926), Léon Londot (1878-1953), Paul Leduc (1876-1943), Marthe Massin (1860-1931), Louise Danse  (1865-1948), Marie Danse (1866-1942), Maurice Guilbert (1876-1938), Zéphir Busine (1916-1976), Berthe Dubail (1911-1984), Marie-Thérèse Martin (1923-1979), René Harvent (1925), Georges Boulmant (1914), Lucien Stacquet (1911-1989), Hélène Locoge (1915)…

## Hommages
- 1896 : Hommage Nicolas Legrand
- 1905 : Hommage Anto Carte (pas 19 jaar oud !)
- 1910 : Hommage Théo van Rysselberghe
- 1911 : Hommage Eloi Fourmy; Jean Delville
- 1934 : Gustaaf De Smet en Albert Saverys
- 1936 : Constant Permeke, Jacques Maes
- 2003 : Hommage Léon Devos.
- 2005 : Hommage Gustave Camus
- 2006 : Hommage Arsène Detry